# Cái chết và quốc tang Leonid Brezhnev
Vào ngày 10 tháng 11 năm 1982, Leonid Ilyich Brezhnev, Tổng bí thư thứ ba của Đảng Cộng sản Liên Xô và là lãnh tụ thứ năm của Liên bang Xô viết, qua đời ở tuổi 75, chỉ một tháng trước sinh nhật lần thứ 76. Ông qua đời bởi một cơn đau tim sau nhiều năm ốm nặng. Cái chết của Leonid Brezhnev được thông báo chính thức vào thứ Năm, ngày 11 tháng 11 năm 1982 trên các đài phát thanh và truyền hình Liên Xô. Sau 3 ngày quốc tang, Brezhnev được tổ chức Lễ tang cấp Nhà nước. Sau đó, linh cữu ông được an táng tại tại Nghĩa trang tường Điện Kremli. Yuri Vladimirovich Andropov, người kế nhiệm của Brezhnev với tư cách là Tổng bí thư, được bổ nhiệm làm Trưởng ban tổ chức lễ tang. Tang lễ của Brezhnev được tổ chức tại Moskva vào ngày 15 tháng 11 năm 1982.
Lễ tang có sự tham dự của 32 nguyên thủ quốc gia, 15 người đứng đầu chính phủ, 14 ngoại trưởng và 4 hoàng thân. Phần lớn các nhà nước cộng sản vào năm 1982 và 15 đảng cộng sản không cầm quyền cử đại diện tới dự tang lễ. Tổng thống Hoa Kỳ Ronald Reagan cử George H. W. Bush, Phó Tổng thống Hoa Kỳ dự tang lễ. Yuri Vladimirovich Andropov, Dmitry Fyodorovich Ustinov, Anatoly Petrovich Alexandrov, Viktor Viktorovich Pushkarev và Aleksey Fedorovich Gordiyenko đã đọc lời điếu tại lễ tang.

## Những năm cuối đời

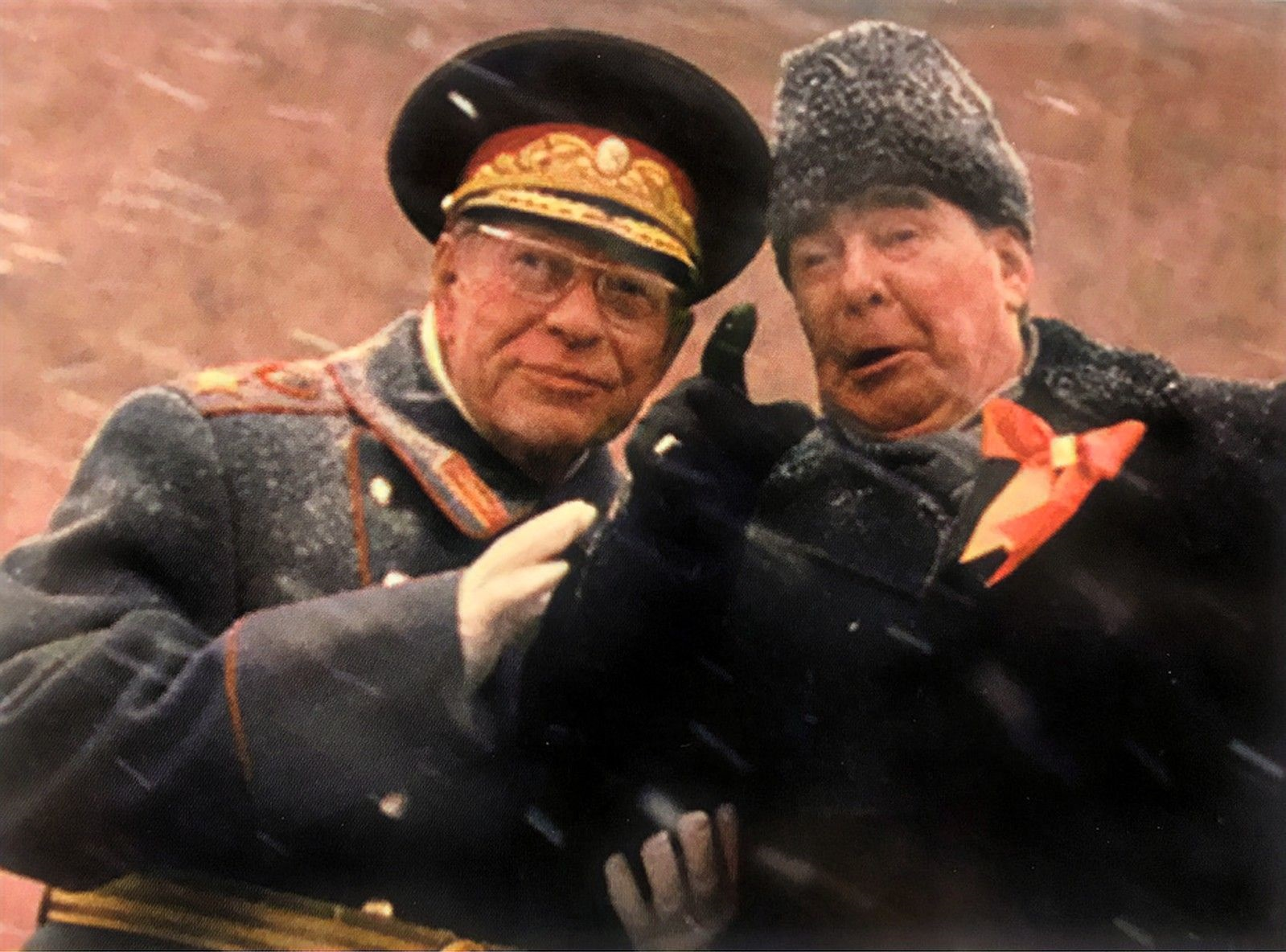
Brezhnev và Dmitry Fyodorovich Ustinov tại buổi diễu hành kỷ niệm lần thứ 62 Cách mạng Tháng Mười vĩ đại năm 1979 trên Quảng trường Đỏ.

Từ giữa những năm 1970, Brezhnev đã phải vật lộn với nhiều căn bệnh tim mạch. Đến năm 1982, các triệu chứng đã phát triển thành xơ cứng động mạch ở động mạch chủ, thiếu máu cục bộ và rối loạn nhịp tim. Bệnh tiểu đường, thói quen hút thuốc và tình trạng lệ thuộc vào thuốc an thần và thuốc ngủ càng làm cho bệnh tình trở nên trầm trọng hơn. Đã có tin đồn về cái chết của Brezhnev kể từ giữa những năm 1970. Ông nhiều lần bỏ lỡ trong các hội nghị quan trọng và các cuộc họp ngoại giao, làm nảy sinh nhiều tin đồn rằng sức khỏe của ông đang giảm sút.
Trước đó, Brezhnev từng đề cập vấn đề nghỉ hưu với Yuri Vladimirovich Andropov và Bộ trưởng Ngoại giao Andrei Andreyevich Gromyko vào năm 1979. Chưa từng có tiền lệ nào cho việc Tổng bí thư tự nguyện nghỉ hưu, bởi vậy, đa số thành viên Bộ Chính trị mong muốn giữ nguyên status quo, tránh thay đổi bộ máy lãnh đạo và giữ ổn định chính trị, mặc dù một số ít muốn có một làn gió mới.

### Tháng 1–tháng 4
Tại lễ tang của Mikhail Andreyevich Suslov vào ngày 25 tháng 1 năm 1982, Brezhnev "có vẻ bối rối", dường như không chắc chắn khi nào phải chào các đoàn quân đi qua. Trong khi các thành viên Bộ Chính trị khác vẫn đứng, người ta hai lần nhìn thấy Brezhnev di chuyển ra sau lan can của Lăng Lenin ngồi uống một chất lỏng.
Vào ngày 6 tháng 3 năm 1982, khi đón Thủ tướng Ba Lan Wojciech Jaruzelski tới thăm ở sân bay Vnukovo, dáng đi của Brezhnev có dấu hiệu bất thường, kéo lê chân khi đi và dường như ông trở nên khó thở. Bốn ngày sau, ngày 10 tháng 3, Brezhnev có cuộc gặp với gặp Tổng thống Phần Lan Mauno Koivisto. Tại cuộc gặp, cũng như trong buổi gala hai ngày sau tại nhà hát Bolshoi nhân Ngày Quốc tế Phụ nữ, sức khỏe của Brezhnev đã cải thiện đáng kể. Chuyến đi tới nhà hát Bolshoi là lần xuất hiện trước công chúng lần thứ tư của ông trong vòng năm ngày.

#### Tai nạn nhà máy Tashkent
Vào ngày 21 tháng 3 năm 1982, Brezhnev bắt đầu chuyến đi tới vùng Trung Á với một lịch trình đặc biệt nghiêm ngặt gồm "các buổi lễ trao tặng huy chương, các bài phát biểu và các chuyến thăm đến các xí nghiệp công nghiệp và nông nghiệp". Vào ngày 25 tháng 3, khi đang tham quan một nhà máy ở Tashkent cùng với Bí thư thứ nhất Đảng Cộng sản Uzbekistan Sharof Rashidovich Rashidov, một giàn giáo bất ngờ đổ sập xuống đầu Brezhnev và vệ sĩ, khiến Brezhnev bị chấn động não và gãy xương đòn phải. Thông tin chi tiết về vụ tai nạn dường như được giữ bí mật, không có hình ảnh ông Brezhnev về Moskva trên tin tức như thường lệ. Điều này khiến các nhà báo phương Tây suy đoán rằng Brezhnev có thể đã bị đột quỵ trong chuyến bay trở về từ Tashkent. Khi hạ cánh xuống sân bay Vnukovo, Brezhnev được đưa xuống máy bay bằng cáng và được chuyển đến Phòng khám đa khoa Kremlin. Theo báo chí phương Tây, ông dường như hôn mê bất tỉnh trong tình trạng nguy kịch trong vài ngày. Vụ chấn thương đặt thêm gánh nặng lên sức khỏe của Brezhnev, vốn đã rất mong manh, một vấn đề góp phần kéo dài thời gian hồi phục — gãy xương đòn, chẳng hạn — một chấn thương "từ chối lành lại".
Hầu hết lịch hẹn của Brezhnev, bao gồm cả chuyến thăm cấp nhà nước của người đứng đầu Nam Yemen Ali Nasser Mohammed, đã bị hủy bỏ ngay sau vụ tai nạn. Đối với Bộ Ngoại giao Liên Xô, nhiệm vụ kép vừa phủ nhận chấn thương vừa giải thích sự vắng mặt của Brezhnev trở thành nên khó khăn hơn. Ban đầu, Bộ Ngoại giao đưa ra một tuyên bố bằng văn bản vào ngày 5 tháng 4, khẳng định Brezhnev đang trong một "kỳ nghỉ đông thường lệ", thế nhưng, thông báo này không ngăn được suy đoán rằng Brezhnev đã qua đời. Trước vấn đề này, một cuộc họp báo đầy đủ hơn đã được tổ chức tại Viện Hàn lâm Khoa học vào ngày 14 tháng 4, tuy nhiên việc lựa chọn một bác sĩ thay thế, Nikolay Nikolayovich Blokhin, thay cho bác sĩ tim mạch của Brezhnev, dường như không ngăn chặn được tin đồn; Blokhin chỉ đơn thuần nhắc lại tuyên bố trước đó của Bộ Ngoại giao rằng Brezhnev đang trong kỳ nghỉ đông.
Trong một nỗ lực để khẳng định sự bình thường, vào ngày 16 tháng 4, Bộ trưởng Quốc phòng Dmitry Fyodorovich Ustinov đưa ra bình luận công khai đầu tiên của một Ủy viên Bộ Chính trị kể từ sau vụ tai nạn, khi ông trao giải thưởng cho thành phố Sochi, đồng thời ca ngợi thành tích thời chiến của Brezhnev trong một bài phát biểu.</ref> Hai ngày sau, vào ngày 18 tháng 4, Bộ Chính trị tận dụng đề xuất trước đó của Tổng thống Mỹ Ronald Reagan để phủ nhận những tin đồn về cái chết của Brezhnev. Cụ thể, vào ngày 6 tháng 4, Reagan đã mời Brezhnev cùng tham gia một hội nghị giải trừ quân bị của Liên Hợp Quốc ở New York vào tháng Sáu. Theo đó, Brezhnev, trả lời câu hỏi của Pravda, đề nghị gặp Reagan ở Phần Lan hoặc Thụy Sĩ vào tháng 10 thay vì tháng 6. Nguyên nhân chọn tháng 10 là bởi tháng 10 đủ xa trong tương lai, từ đó hy vọng có thể đẩy lùi những suy đoán trong và ngoài nước về sức khỏe của Brezhnev và khả năng lãnh đạo của ông.
Điều này được ghi nhận bởi Đại sứ Mỹ tại Liên Xô, Arthur Hartman, người đã tổ chức cuộc gặp với ứng viên Bộ Chính trị kiêm Bộ trưởng Bộ Văn hóa Pyotr Nilovich Demichev vào ngày 19 tháng 4. Trong cuộc họp, Demichev nhấn mạnh tầm quan trọng của cuộc hội nghị, chứ không phải ngày diễn ra, trái ngược với truyền thông Liên Xô xoáy sâu vào việc hội nghị tổ chức vào tháng 10 thay vì tháng 6. Theo Hartman, sự khác biệt về ngày tháng đó có tác dụng trấn an người dân Liên Xô rằng Brezhnev sẽ vẫn lãnh đạo Liên Xô trong vòng sáu tháng tới. Tin đồn không lắng xuống cho đến tận khoảng 4 tuần sau vụ tai nạn, vào ngày 22 tháng 4 năm 1982, khi Brezhnev cuối cùng xuất hiện trước công chúng, trông gầy đi rõ rệt, tại Cung điện Đại hội Kremli trong lễ kỷ niệm 112 năm ngày sinh của Lenin.

### Tháng 5–tháng 8
Lần xuất hiện tiếp theo trước công chúng của Brezhnev là vào ngày Quốc tế Lao động, 1 tháng 5 năm 1982. Brezhnev đứng trên ban công của Lăng Lenin trong toàn bộ cuộc diễu binh kéo dài 90 phút, mặc dù thể hiện một phong thái dường như khá căng thẳng. Vào ngày 23 tháng 5 năm 1982, trong một bài phát biểu kéo dài 30 phút, Brezhnev đã tán thành đề nghị của Tổng thống Reagan đàm phán vũ khí chiến lược mới. Vào ngày 25 tháng 5, Brezhnev có cuộc gặp với Tổng thống Áo Rudolf Kirchschläger. Ngày hôm sau, có thông báo rằng Yuri Vladimirovich Andropov đã từ chức người đứng đầu KGB, hai ngày sau khi được bổ nhiệm vào Ban Bí thư. Các nhà phân tích phương Tây suy đoán việc này củng cố vị trí của Andropov trong số những người kế nhiệm Brezhnev, đồng thời lưu ý rằng không có dấu hiệu hữu hình cho thấy bất kỳ sự suy giảm quyền lực nào của Brezhnev, hay cho thấy vị thế của Konstantin Ustinovich Chernenko đi xuống. Chernenko cũng là một thành viên Ban Bí thư, người, bởi sự gắn bó chặt chẽ với Brezhnev, chắc chắn sẽ tham gia vào bất kỳ cuộc tranh giành quyền lực nào.
Vào tháng 7, Brezhnev rời Moskva tới nghỉ hè tại một khu nghỉ dưỡng ở Crimea, nơi mà vào tháng 8, Thủ tướng Ba Lan Jaruzelski đã tới thăm. Ông cập nhật cho Brezhnev về sự phản kháng đối với vấn đề thiết quân luật ở Ba Lan.

### Tháng 9–tháng 10
Vào tháng 9 năm 1982, xuất hiện những phỏng đoán từ các nguồn chính phủ Liên Xô về việc Brezhnev nghỉ hưu, gợi ý rằng Brezhnev có thể nghỉ hưu vào tháng 12 năm 1982, đúng dịp kỷ niệm 60 năm thành lập Liên bang Xô viết. Các chuyên gia phương Tây cho rằng điều này có thể là một phần trong chiến dịch của các thành viên Bộ Chính trị nhằm cố gắng buộc Brezhnev từ chức hoặc cản trở cơ hội kế nhiệm của Chernenko.
Tuy vậy, Brezhnev vẫn tiếp tục làm việc bình thường vào tháng 9 năm 1982. Vào ngày 14 tháng 9, Brezhnev tái khẳng định sự ủng hộ đối với Tổ chức Giải phóng Palestine. Tuyên bố đưa ra vào ngày 16 tháng 9 tại bữa tối với người đứng đầu Nam Yemen, Ali Nasser Mohammed (chuyến thăm lên lịch lại sau khi bị hủy bỏ) cho thấy ý định của Brezhnev muốn Liên Xô có vai trò lớn hơn trong tiến trình hòa bình ở Trung Đông. Vào ngày 21 tháng 9, Brezhnev có cuộc gặp với Thủ tướng Ấn Độ Indira Gandhi tại Moskva. Thủ tướng Gandhi trao đổi với Brezhnev về mối quan ngại của Ấn Độ về việc gia tăng ảnh hưởng của Hoa Kỳ và Trung Quốc với Pakistan, mặc dù bà được cho là đã tránh một số cuộc thảo luận khó khăn khác trong cuộc gặp.

### Lần xuất hiện cuối cùng trước công chúng
Ba ngày trước khi qua đời, tức là vào ngày 7 tháng 11, Brezhnev vẫn tham dự cuộc duyệt binh kỷ niệm 65 năm Cách mạng Tháng Mười, lần xuất hiện cuối cùng trước công chúng của Brezhnev trước khi qua đời. Khi đó, ông vẫn còn khá khỏe, đứng suốt hai tiếng đồng hồ trong nhiệt độ lạnh cóng. Trong bài phát biểu tại Điện Kremlin sau lễ duyệt binh, Brezhnev nói rằng bản chất chính sách của Liên Xô là yêu hòa bình và nói về nỗ lực chân thành muốn hợp tác bình đẳng và hiệu quả với tất cả những ai muốn hợp tác, đồng thời lưu ý một niềm tin sâu sắc rằng chính cách tiếp cận này sẽ mang lại hòa bình cho nhân loại trên trái đất và cho các thế hệ mai sau.

### Qua đời
Ngày 8 tháng 11 năm 1982, Brezhnev đi săn ở Zavidovo. Ngày hôm sau, ông dành cả ngày ở trong văn phòng của mình ở Điện Kremlin. Sáng 10 tháng 11, các vệ sĩ phát hiện ông nằm bất động trên giường. Đã có một nỗ lực để hồi sức cho Brezhnev cho đến khi một bác sĩ xác định rằng Brezhnev đã qua đời sau một cơn đau tim. Ông được tổ chức tang lễ cấp nhà nước tại Thủ đô Bức tường Điện Kremlin trên Quảng trường Đỏ sau 5 ngày quốc tang.
Từ 7:15 tối ngày 10 tháng 11 năm 1982, theo giờ Moskva, một số chương trình truyền hình bị thay đổi; một buổi lễ kỷ niệm được thay thế bằng một bộ phim tài liệu về Vladimir Ilyich Lenin, trong khi một trận đấu khúc côn cầu trên băng được thay thế bằng một buổi hòa nhạc với bản Giao hưởng Pathétique của Pyotr Ilyich Tchaikovsky, tất cả dường như gợi ý về cái chết của một nhân vật chính trị cấp cao. Trong chương trình thời sự Vremya của đài truyền hình nhà nước Liên Xô, lễ phục thường ngày của người dẫn chương trình được thay bằng quần áo sẫm màu. Lúc đầu, người dân Liên Xô tin rằng Andrei Pavlovich Kirilenko là người đã qua đời, do ông đã không có mặt tại lễ kỷ niệm 65 năm Cách mạng Tháng Mười vài ngày trước đó (ông mất năm 1990). Các nhà bình luận phương Tây bắt đầu suy đoán về cái chết của Brezhnev khi ông không gửi thông điệp chúc mừng José Eduardo dos Santos, Tổng thống Angola, nhân Ngày Độc lập Angola. Trong những năm trước, Brezhnev thường là người ký, nhưng trong năm này, thông điệp đã được ký dưới danh nghĩa của Ban Chấp hành Trung ương. Thông báo xác nhận ông Brezhnev đã từ trần được công bố đồng thời trên sóng phát thanh và truyền hình Liên Xô vào ngày 11 tháng 11. Thông báo trên truyền hình được phát đi bởi Igor Leonidovich Kirilov lúc 11 giờ sáng giờ Moskva.

### Người kế nhiệm
Nhiều nhà bình luận của Thế giới thứ nhất cho rằng nguyên nhân của sự chậm trễ trong việc tuyên bố cái chết của Brezhnev là do cuộc tranh giành quyền lực đang diễn ra trong giới lãnh đạo Liên Xô xem ai sẽ là người kế nhiệm vị trí Tổng bí thư. Trước đó, hai ứng cử viên sáng giá nhất kế nhiệm ông Brezhnev là Konstantin Ustinovich Chernenko và Yuri Vladimirovich Andropov. Khi thông báo xác nhận sự ra đi của Brezhnev được đưa ra, Yuri Vladimirovich Andropov được bổ nhiệm làm Trưởng ban tổ chức lễ tang; điều này đã khiến nhiều nhà quan sát tin rằng Andropov đã vượt qua Chernenko và nhiều khả năng sẽ kế nhiệm chức Tổng bí thư.
Ban Chấp hành Trung ương bầu Andropov làm Tổng bí thư vào ngày 12 tháng 11. Hội nghị bắt đầu bằng bài phát biểu của Andropov. Andropov trước tiên ca ngợi Brezhnev, người đã qua đời khi vẫn còn đang suy nghĩ, tập trung trí lực giải quyết các nhiệm vụ lớn đề ra trong Đại hội lần thứ XXVI về phát triển kinh tế, xã hội và văn hóa, sau đó tiếp tục bài phát biểu trước những người có mặt trong cuộc họp, những người sẽ tiếp nối sự nghiệp, lý tưởng mà ông Brezhnev đã cống hiến cả cuộc đời. Sau khi dành một phút im lặng tưởng niệm ông Brezhnev, Chernenko lên phát biểu đề cử Andropov vào vị trí Tổng bí thư, nói rằng Andropov đã học tập xuất sắc phong cách lãnh đạo của Brezhnev đồng thời cũng khiêm tốn tôn trọng ý kiến của các đồng chí khác và đam mê làm việc tập thể. Hội nghị sau đó nhất trí chọn Andropov làm tổng bí thư mới.

## Chia buồn
Sau khi biết tin Brezhnev qua đời, Tổng thống Syria Hafez al-Assad đã tuyên bố để tang trong bảy ngày. Lào tuyên bố để tang bốn ngày; Afghanistan, Việt Nam, and Campuchia quyết định để tang trong 3 ngày, trong khi Triều Tiên tổ chức quốc tang một ngày tưởng nhớ Tổng bí thư Đảng Cộng sản Liên Xô Leonid Ilyich Brezhnev. Argentina cũng quyết định để quốc tang tưởng nhớ ông Brezhnev vào ngày 15 tháng 11, đồng thời yêu cầu treo cờ rủ trong ba ngày.
Giáo hoàng Gioan Phaolô II hứa dành suy nghĩ đặc biệt để tôn vinh, tưởng nhớ một người đã lừng lẫy ra đi, trong khi cựu Thủ tướng Tây Đức Helmut Schmidt nói rằng cái chết của ông ấy để lại một khoảng trống trong chính trị quốc tế khiến mọi người cảm thấy đau lòng. Chính phủ Cộng hòa Nhân dân Trung Hoa bày tỏ "lời chia buồn sâu sắc" trong khi Indira Gandhi, Thủ tướng Ấn Độ nói Brezhnev đã sát cánh bên chúng tôi vào lúc chúng tôi cần.
Tại Tokyo, Chánh văn phòng Nội các Miyazawa Kiichi ra tuyên bố chính thức của Nhật Bản, gọi sự ra đi của ông Brezhnev là "một sự kiện thực sự đáng tiếc cho sự phát triển của quan hệ hữu nghị", và gửi lời chia buồn tới gia đình ông Brezhnev và toàn thể người dân Liên Xô. Tổng thống Pháp Francois Mitterrand gọi Brezhnev là "một nhà lãnh đạo vĩ đại của Liên Xô, một chính khách lỗi lạc trên thế giới, sẽ được lịch sử ghi nhớ", trong khi Nữ hoàng Elizabeth II cảm thấy tiếc nuối trước sự ra đi của ông Brezhnev, thay mặt cho toàn bộ người dân Anh bày tỏ sự cảm thông với nhân dân Liên Xô.
Tổng thống Mỹ Ronald Reagan ra tuyên bố gọi Brezhnev là "một trong những nhân vật quan trọng nhất thế giới trong gần hai thập kỷ" và bày tỏ hy vọng về sự cải thiện Quan hệ Hoa Kỳ – Liên Xô. Sau đó, vào ngày 13 tháng 11, Reagan đã đến thăm đại sứ quán Liên Xô tại Washington, D.C. ghi sổ tang chia buồn, tưởng niệm cố Tổng Bí thư Brezhnev.

## Tang lễ

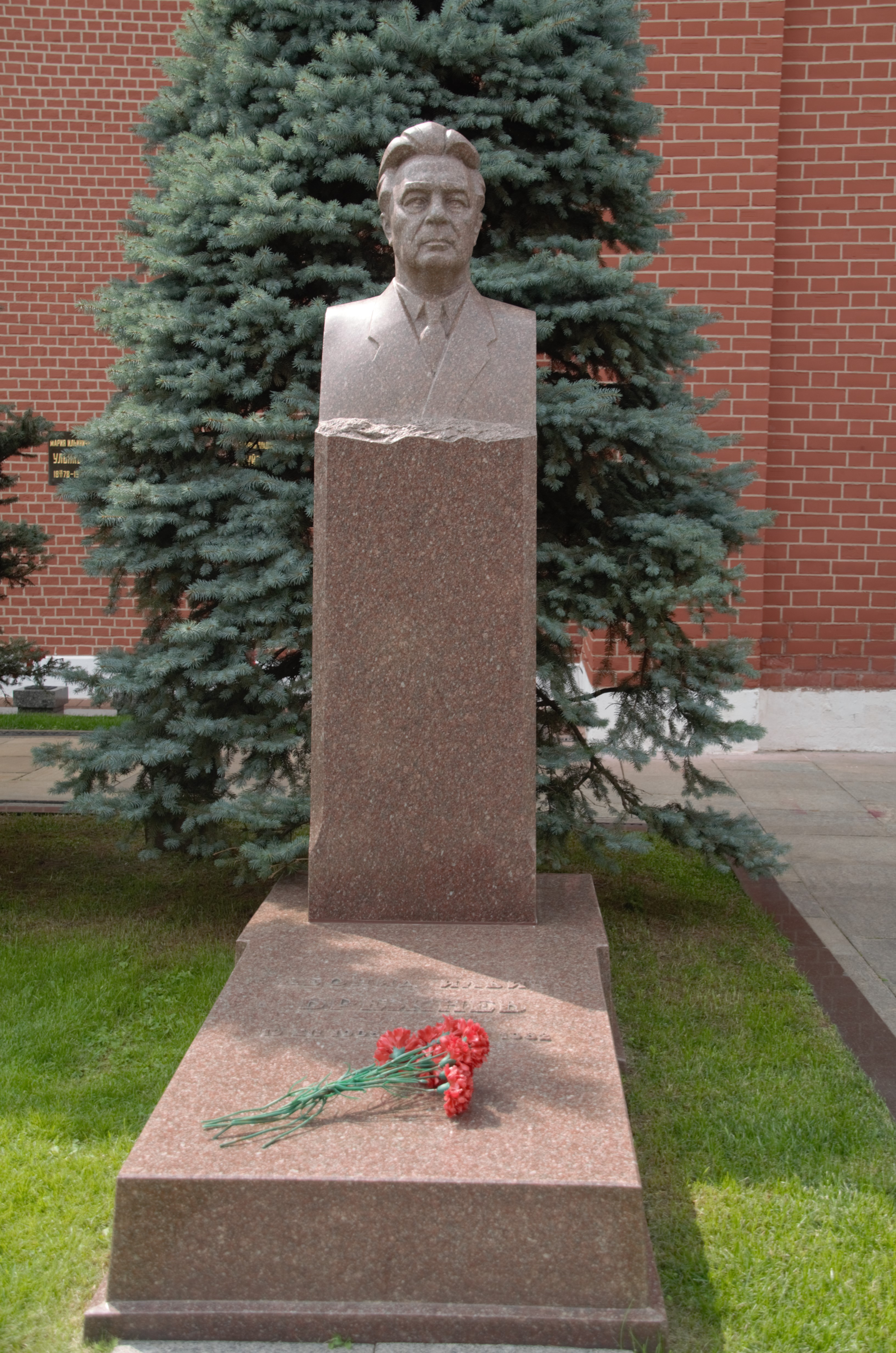
Nơi yên nghỉ của Tổng bí thư Brezhnev tại Nghĩa trang tường Điện Kremli

Sư đoàn Taman và Kantemir phong tỏa trung tâm Moskva từ ngày 12 tháng 11. Các đại lộ lớn được bảo vệ chặt chẽ bởi cảnh sát và quân đội. Những người lính canh trước Tòa nhà Công đoàn Moskva đeo băng tay màu đỏ viền đen. Tòa nhà này cũng được trang trí bởi nhiều lá cờ đỏ và các biểu tượng cộng sản khác. Linh cữu của Brezhnev được quàn tại Ngôi nhà liên bang trong ba ngày. Trong giai đoạn này, công dân Liên Xô, quan chức chính phủ và nhiều nhân vật quan trọng nước ngoài đã đến bày tỏ lòng kính trọng và đặt vòng hoa trước linh cữu ông Brezhnev. Andropov và các thành viên khác của Bộ Chính trị cũng bày tỏ sự kính trọng đối với gia đình Brezhnev, bao gồm vợ ông Viktoria Brezhneva, con gái Galina Brezhneva và con trai Yuri Brezhnev, cả 3 đều được ngồi trong một khu vực liền kề với khu lễ viếng. Mặc dù Liên Xô chính thức là nhà nước vô thần, Thượng phụ Pimen I của Moskva,  người đứng đầu Giáo hội Chính thống giáo Nga, đã đến dự lễ viếng Brezhnev cùng với ba giám mục đô thành và một tổng giám mục. Pimen, người ủng hộ các chính sách trong và ngoài nước của của Liên Xô trong khi vẫn giữ công việc giáo hội nằm trong khuôn khổ nhà nước đề ra, cũng gửi lời chia buồn tới vợ và con gái của Brezhnev trong chuyến thăm.
Vào ngày tang lễ, 15 tháng 11, quan tài của Brezhnev được đặt trên một xe chở pháo, kéo bởi xe bọc thép BRDM-2 màu xanh ô liu của Hồng quân tới Lăng Lenin trên Quảng trường Đỏ. Tham gia lễ chuyển cữu (di quan) có gia đình ông Brezhnev, hàng chục vòng hoa và huy chương quân đội và dân sự của Brezhnev do các sĩ quan quân đội khác mang theo.
Theo quy ước, trong lễ tang của các nhà lãnh đạo Liên Xô, tất cả các huy chương được đặt trên đệm nhung rước sau quan tài. Nhiệm vụ này được giao cho một đội hộ tống gồm các sĩ quan cấp cao, mỗi người mang một chiếc đệm. Tuy nhiên, vì Brezhnev có hơn hai trăm huy chương, nhiều hơn một được đặt trên mỗi tấm đệm. Cuối cùng, đoàn hộ tống quan tài của Brezhnev hơn bốn mươi người.
Ngoài các quan chức trong và ngoài nước ngồi trên khán đài Quảng trường Đỏ, một số công dân Liên Xô bình thường cũng đã tập trung tại Quảng trường Đỏ. Lo ngại về an ninh cho một số lượng lớn các nhân vật quan trọng có mặt, khu vực cho công dân bình thường được bao quanh bởi hai vòng sĩ quan quân đội mặc thường phục, chỉ tách ra cho đến khi khách mời cuối cùng rời khỏi Quảng trường Đỏ.

### Điếu văn
Andropov, Bộ trưởng Bộ Quốc phòng Dmitriy Feodorovich Ustinov, và ba đại diện nhân dân: Chủ tịch Viện Hàn lâm Khoa học Anatoly Petrovich Alexandrov, công nhân nhà máy Viktor Viktorovich Pushkarev; và Aleksey Fedorovich Gordiyenko, bí thư thứ nhất thành ủy Dniprodzerzhynsk đã đọc lời điếu tại lễ tang. Điếu văn của Andropov ca ngợi chính sách détente của Brezhnev. Ông "luôn chiến đấu, với tất cả nhiệt huyết của tâm hồn, để xoa dịu căng thẳng quốc tế, giải cứu nhân loại khỏi mối đe dọa của chiến tranh hạt nhân", cũng như ca ngợi Brezhnev "củng cố sự gắn kết của cộng đồng xã hội chủ nghĩa và sự đoàn kết của phong trào Cộng sản quốc tế". Điếu văn của Ustinov cũng đề cập đến vai trò của Brezhnev với tư cách là một "kiến trúc sư xuất chúng của détente" nhưng cũng đề cập đến vị trí của Brezhnev với tư cách là chính ủy trong Tập đoàn quân 18 của Liên Xô trong Chiến tranh thế giới thứ hai.

### Mai táng
Sau bài điếu văn, một dàn nhạc quân sự chơi phần thứ ba bản Sonata số 2 của Chopin. Trong khi đó, một nhóm dẫn đầu bởi Andropov và Chủ tịch Hội đồng Bộ trưởng Liên Xô Nikolay Aleksandrovich Tikhonov di chuyển linh cữu đến nghĩa trang. Lăng mộ của Brezhnev nằm bên trái Yakov Mikhailovich Sverdlov, một đồng minh thân cận của Lenin, và nằm bên phải Feliks Edmundovich Dzerzhinsky, người sáng lập lực lượng công an mật vụ Liên Xô. Gia đình Brezhnev sau đó tiễn biệt Brezhnev lần cuối, vợ ông là Viktoria và con gái Galina hôn lên mặt Brezhnev theo phong tục Chính thống giáo. Khi hạ huyệt, các tàu kéo trên sông Moskva phát ra tiếng còi báo hiệu, quân đội thực hiện nghi thức chào trong khi dàn nhạc biểu diễn bài quốc ca Liên Xô. Kết thúc tang lễ là một buổi diễu binh: lính hải quân trong quân phục đen, bộ binh trong quân phục màu, lính biên phòng trong quân phục màu xanh lá cây đậm và phi công trong quân phục màu xanh dương diễu hành theo 10 hàng qua Quảng trường Đỏ.
Thi hài của Brezhnev được cho là rơi hai lần trước khi mai táng xong. Lần đầu tiên là vào ngày 12 tháng 11 khi thi hài của Brezhnev rơi qua đáy quan tài khi đang được nâng vào bệ đỡ ở Tòa nhà Công đoàn. Sau sự cố đó, người ta đổi sang một chiếc quan tài mới, mạ kim loại. Khi hạ huyệt vào ngày 15 tháng 11, có tin đồn rằng những người có nhiệm vụ hạ quan tài xuống không thể chịu được trọng lượng lớn, và chiếc quan tài đã rơi xuống, tạo một tiếng va chạm mạnh. Một trong những người tham gia hạ huyệt, Georgy Kovalenko, bác bỏ điều này vào năm 1990. Ông tuyên bố rằng họ đã hạ quan tài của Brezhnev theo đúng quy trình, nhanh chóng và nhẹ nhàng như thể đi bằng thang máy tốc độ cao; và cho rằng âm thanh mà người xem nghe thấy trên truyền hình thực ra là âm thanh của đồng hồ Điện Kremli và tiếng đại bác.

## Đoàn ngoại giao nước ngoài
Lễ tang có sự tham dự của 32 nguyên thủ quốc gia, 15 người đứng đầu chính phủ, 14 ngoại trưởng, 4 hoàng thân và Tổng thư ký Liên Hợp Quốc.
Sau tang lễ tại Quảng trường Đỏ, một buổi tiệc chiêu đãi cho đoàn đại biểu của các nước và đại diện các Đảng Cộng sản trên thế giới được tổ chức tại Điện Kremli. Cả 4 lãnh đạo cao nhất của Liên Xô đều có mặt: Chủ tịch Hội đồng Bộ trưởng Tikhonov (người đứng đầu chính phủ), Bộ trưởng Bộ Ngoại giao Gromyko và quyền Chủ tịch Đoàn chủ tịch Xô viết Tối cao Vasili Kuznetsov (người đứng đầu nhà nước tạm thời).
Rất nhiều phái đoàn của các Đảng Cộng sản quốc tế từ các nước nhỏ có mặt, mặc dù Ban Quốc tế đã cố gắng hạn chế phát tán thư mời. Ý đồ này đã không thành khi các đoàn khách đến các đại sứ quán Liên Xô đặt tại nước mình để lấy vé.
Ngoại trưởng Anh Francis Pym đã không thành công trong việc thuyết phục Thủ tướng Margaret Thatcher tham dự lễ tang. Thatcher, người không có quan hệ tốt với Pym, hoài nghi tác dụng của một cuộc hội đàm thượng đỉnh giữa nhà lãnh đạo hai nước, và cảnh giác với việc tiếp xúc chặt chẽ hơn với thế giới Cộng sản. Một số thành viên trong chính phủ Canada khuyên Thủ tướng Canada Pierre Trudeau không nên tham dự lễ tang của Brezhnev. Một trong những người thúc đẩy mạnh mẽ nhất là Đại sứ Canada tại Hoa Kỳ, Allan Gotlieb, người chỉ ra sự lo ngại từ cộng đồng người Canada gốc Ba Lan về việc Liên Xô ủng hộ thiết quân luật ở Ba Lan. Gotlieb đề nghị Toàn quyền Canada Edward Schreyer nên đi thay. Tuy nhiên, Trudeau vẫn quyết định tham dự lễ tang chính ở Quảng trường Đỏ và Lễ viếng, Lễ truy điệu ở Tòa nhà Công đoàn cùng con trai 10 tuổi, Thủ tướng tương lai Justin Trudeau. Pierre Trudeau tham dự buổi tiệc chiêu đãi một mình.
Thủ tướng Ấn Độ Indira Gandhi đã rời Moskva ngay sau buổi tiệc chiêu đãi để tham dự lễ tang của nhà lãnh đạo tinh thần Ấn Độ Vinoba Bhave, người qua đời cùng ngày hôm đó. Ý - vào thời điểm đó, là quốc gia phương Tây có thành viên Đảng Cộng sản lớn nhất phục vụ trong chính phủ - đã cử một phái đoàn bao gồm 5 người, bao gồm Chủ tịch Thượng viện Ý và cựu thủ tướng Amintore Fanfani; Bộ trưởng Ngoại giao Emilio Colombo; và ba trong số 310 thành viên Đảng Cộng sản trong cơ quan lập pháp Ý: Thượng nghị sĩ Paolo Bufalini; Thành viên Hạ viện Giancarlo Pajetta; và thành viên Hạ viện và Tổng bí thư Đảng Cộng sản Ý, Enrico Berlinguer.

### Phái đoàn Hoa Kỳ
Theo Tổng thống Reagan, Liên Xô đã đưa ra đề xuất rằng bất kỳ phái đoàn Mỹ nào tới lễ tang chỉ nên bao gồm không quá ba người. Ngoại trưởng Mỹ George Shultz và Cố vấn An ninh Quốc gia William Clark đều cố gắng thuyết phục Reagan tham dự lễ tang. Tuy nhiên, Reagan quyết định không đi; các quan chức chính quyền đưa ra lý do rằng đêìuu này là chưa từng có tiền lệ, cùng với lo ngại Reagan sẽ bị coi là đạo đức giả do ông từng chỉ trích Liên Xô trong quá khứ. Bản thân Reagan tuyên bố tại một cuộc họp báo rằng quyết định không tham dự là do xung đột trong lịch trình, vướng lịch gặp một "nguyên thủ quốc gia". Điều này đề cập tới chuyến thăm của Helmut Kohl, Thủ tướng tạm thời của Tây Đức từ tháng 10 năm 1982. Đây là chuyến thăm đầu tiên của ông với tư cách là Thủ tướng, vào ngày 15 tháng 11 năm 1982, cùng ngày với đám tang của Brezhnev.
Ronald Reagan, cử một phái đoàn do Phó Tổng thống George H. W. Bush dẫn đầu, người trùng hợp đang ở nước ngoài thực hiện chuyến công du bảy nước châu Phi. Reagan cũng tuyên bố rằng ông không có ý định thay đổi chính sách của Hoa Kỳ đối với Liên Xô vì cái chết của Brezhnev. Sau khi nhận được tin từ Reagan, Bush bay từ Lagos, Nigeria đến Frankfurt, Tây Đức, nơi phần lớn tháp tùng ở lại chờ trong khi Bush tiếp tục đến Moskva. Shultz đã di chuyển từ Washington sang Moskva trước khi Bush và Đệ nhị phu nhân Barbara Bush hạ cánh xuống sân bay Sheremetyevo vào ngày 14 tháng 11. Sau đó, họ cùng với đại sứ Hoa Kỳ tại Liên Xô Arthur Hartman và vợ là Donna dự Lễ viếng, Lễ truy điệu ở Tòa nhà Công đoàn. Năm người tiến tới linh cữu của Brezhnev, tỏ lòng kính trọng bằng cách cúi đầu. Một sĩ quan Liên Xô sau đó ra hiệu cho họ đến vị trí của các thành viên trong gia đình Brezhnev. Vợ ông Brezhnev, Viktoria, đứng dậy chào Bush. Bush sau đó chuyển đến bà lời chia buồn của Tổng thống Reagan và toàn thể người dân Hoa Kỳ.

#### Cuộc gặp giữa Bush và Andropov
Sau buổi tiệc chiêu đãi, Andropov và Bộ trưởng Ngoại giao Gromyko đã tổ chức một cuộc gặp gỡ thân mật hơn với Bush, Shultz và Hartman. Đây là cuộc gặp cấp cao nhất giữa Mỹ và Liên Xô kể từ hội nghị thượng đỉnh Carter-Brezhnev ba năm trước đó. Trong cuộc họp này, Andropov đã nêu lên những lo ngại liên quan đến Hoa Kỳ, đặc biệt, ông tin rằng do các hành động của Hoa Kỳ, vào thời điểm đó, gần như toàn bộ sự ổn định giữa hai nước trong bao năm qua đã bị lãng phí một cách bất cẩn. Andropov cũng chỉ trích "sự can thiệp của Mỹ vào các vấn đề nội bộ của Liên Xô" ngay trước khi chuyển sang kết thúc tuyên bố của mình, tại thời điểm đó, ông đưa ra lời xin lỗi vì đã đưa ra những lời chỉ trích như vậy đối với Hoa Kỳ vào thời điểm này, có lẽ không phải một dịp quá thuận lợi, khi Bush và Bộ trưởng Shultz đã đến Moskva để chia buồn và thông cảm với Liên Xô vào thời điểm đau buồn này. Bush trả lời rằng do thiếu thời gian nên không thể bác bỏ ngay những nội dung trong tuyên bố của Andropov hoặc nêu chi tiết danh sách các hành động của Liên Xô mà Hoa Kỳ cho là thù địch. Thay vào đó, Bush đề cập đến các khía cạnh của buổi lễ mà ông thấy thú vị, chẳng hạn như "những người đàn ông trẻ tuổi đã diễu hành trong buổi lễ hôm nay", một điều khiến ông nhớ về bốn người con trai của mình. Bush cũng hy vọng các cuộc đàm phán giữa Mỹ và Liên Xô ở Geneva sẽ tiếp tục thành công tốt đẹp.
Sau cuộc gặp với Andropov, Bush và Shultz đến đại sứ quán Hoa Kỳ tại Liên Xô gặp gỡ một nhóm người theo đạo Tin Lành tị nạn trong đại sứ quán từ tháng 6 năm 1978 sau khi bị từ chối cấp thị thực xuất cảnh. Bush và Shultz đều bày tỏ hy vọng rằng họ sẽ sớm có thể rời đi. Bush sau đó được đưa đến sân bay, bay sang ở Frankfurt để đón đoàn tùy tùng, và tiếp tục chuyến công du châu Phi, cụ thể là tới Harare để thăm cấp nhà nước Zimbabwe.
Trong bản báo cáo gửi tới Reagan, Bush viết rằng Andropov có vẻ rất tự tin vào chính mình. Ông cũng cho rằng phần lớn phát ngôn trong cuộc gặp giống như dự đoán từ trước đó và mang tính buộc tội Hoa Kỳ. Bush cũng bổ sung thêm rằng khoảnh khắc thoải mái duy nhất trong cuộc gặp là khi Andropov "mỉm cười" trước gợi ý của Bush rằng 2 người có điểm chung: Bush là giám đốc CIA còn Andropov phụ trách KGB.
Khi trở về Washington, Shultz gặp Reagan tại Phòng Bầu dục để thảo luận về buổi tang lễ. Shultz thừa nhận rằng Reagan đã đúng khi lựa chọn không đi.

### Phái đoàn Trung Quốc
Vào thời điểm Brezhnev qua đời, quan hệ Trung-Xô vẫn đang trong tình trạng rạn nứt. Tuy nhiên, do Brezhnev có dấu hiệu làm dịu căng thẳng với Trung Quốc trong thời gian sinh thời, Trung Quốc vẫn cử Bộ trưởng Ngoại giao Hoàng Hoa làm đặc phái viên của Trung Quốc tới Liên Xô, ngoại trưởng Trung Quốc đầu tiên đến Moskva kể từ năm 1964. Ông cũng có cuộc gặp với Bộ trưởng Ngoại giao Liên Xô Gromyko. Đây là cuộc gặp đầu tiên giữa ngoại trưởng hai nước trong hơn 20 năm.

## Trích dẫn
1. ↑  Blake (1982a), tr. 1; Steele (1983), tr. 8.
2. 1 2  Altman (1982).
3. ↑  The Washington Post (1982a).
4. ↑  Kevorkov (1995), tr. 205.
5. ↑  Schattenberg (2022), tr. 312,314-315,319,342-345; Chazov (2016), tr. 126,129,131-132; Raleigh (2016), tr. 848; Mitrokhin & Polowy (2009), tr. 884; Sukhodrev (2008), tr. 352; Korobov (2002), tr. 71-76.
6. ↑  Schattenberg (2022), tr. 201.
7. ↑  Blake (1982a), tr. 1.
8. ↑  Mlechin (2011), tr. 575.
9. ↑  Artizov (2007), tr. 230.
10. ↑  Artizov (2007), tr. 217,227-228,250.
11. ↑  Schattenberg (2022), tr. 349.
12. ↑  Gorbachyov (1995), tr. 18.
13. ↑  Burns (1982a).
14. 1 2  Burns (1982b).
15. ↑  The New York Times (1982a).
16. 1 2  Burns (1982c).
17. ↑  The New York Times (1982b).
18. ↑  Wilson (2016), tr. 532.
19. ↑  Schattenberg (2022), tr. 346; Kolesnichenko (2010), tr. 28; Medvedev (2010), tr. 95-96; Doder (1988), tr. 64; Solovyov & Klepikova (1986), tr. 4.
20. 1 2  Medvedev (1983), tr. 9.
21. 1 2  Schmemann (1982b).
22. ↑  Doder (1982a).
23. ↑  Chernyaev (2006), tr. 17.
24. ↑  Schattenberg (2022), tr. 346,348.
25. ↑  Time (1982).
26. ↑  Schmemann (1982a).
27. ↑  Burns (1982d).
28. 1 2 3  Ronald Reagan Presidential Library (1982).
29. ↑  Wilson (2016), tr. 531-532.
30. ↑  Smith (1982a).
31. ↑  Wilson (2016), tr. 531-533.
32. ↑  Wilson (2016), tr. 532-533.
33. ↑  Medvedev (1983), tr. 10.
34. ↑  Burns (1982e).
35. ↑  The New York Times (1982c).
36. ↑  Schmemann (1982c).
37. ↑  The New York Times (1982d).
38. ↑  The New York Times (1982e).
39. ↑  The New York Times (1982f).
40. ↑  The New York Times (1982g).
41. ↑  The New York Times (1982h).
42. ↑  Bernd Schaefer (1982).
43. ↑  Doder (1988), tr. 97.
44. 1 2 3 4  BBC News (1982).
45. 1 2 3  The Washington Post (1982b).
46. 1 2 3  Doder (1982b).
47. 1 2  Smith (1982b).
48. ↑  Burns (1982f).
49. ↑  Schattenberg (2022), tr. 355.
50. ↑  Chazov (2016), tr. 168; Medvedev (2010), tr. 102; Karpov (2000), tr. 464.
51. 1 2  Medvedev (1983), tr. 20.
52. ↑  Service (2009), tr. 426.
53. 1 2 3 4  Blake (1982b), tr. 1.
54. ↑  Sell (2016), tr. 114.
55. ↑  Krebs (1990).
56. 1 2  Weisman (1982).
57. ↑  Schmidt-Häuer (1986), tr. 80.
58. ↑  Blake (1982b), tr. 2.
59. ↑  White (2000), tr. 211.
60. ↑  Ebon (1983), tr. 269-270.
61. ↑  Ebon (1983), tr. 272.
62. ↑  Burns, John F. (ngày 13 tháng 11 năm 1982). "Andropov is Chosen to Head Soviet Party; Vows He Will Continue Brezhnev Policies". The New York Times. Quyển 132 số 45496.
63. 1 2  Seale (1990), tr. 398.
64. ↑  Kim (2011), tr. 59-60.
65. ↑  Nutting (1983), tr. 67.
66. 1 2 3  Blake (1982b), tr. 3.
67. ↑  "A Wake-Up Call for Reagan, A Gold Rush in Hong Kong" (PDF). Manchester Herald. Manchester, CT. UPI. ngày 11 tháng 11 năm 1982. tr. 4.
68. ↑  "World Leaders Comment on Brezhnev's Death". UPI (bằng tiếng Anh). ngày 11 tháng 11 năm 1982.
69. 1 2  Wilson (2016), tr. 783.
70. ↑  "Reagan Visits the Soviet Embassy". The New York Times. Quyển 132 số 45497. ngày 14 tháng 11 năm 1982. Bản gốc lưu trữ ngày 13 tháng 11 năm 2021.
71. ↑  Blake (1982c), tr. 1.
72. ↑  "At Brezhnev's Bier, Grandeur, Gloom and the Lurking Presence of the KGB". The New York Times. Quyển 132 số 45496. ngày 13 tháng 11 năm 1982. tr. A4. Bản gốc lưu trữ ngày 18 tháng 10 năm 2021.
73. ↑  Schmemann, Serge (ngày 14 tháng 11 năm 1982). "Huge Gathering of World Leaders is Expected for Brezhnev's Funeral". The New York Times. Quyển 132 số 45497.
74. ↑  Blake (1982c).
75. ↑  Bacon & Sandle (2002), tr. 8-9.
76. ↑  Sudakov (2009).
77. ↑  Chernyaev (2006), tr. 68.
78. ↑  Medvedev (1983), tr. 23.
79. ↑  "Text of Andropov's Speech at Brezhnev's Funeral". The New York Times. Quyển 132 số 45499. the Soviet press agency TASS biên dịch. AP. ngày 16 tháng 11 năm 1982. tr. A10. Bản gốc lưu trữ ngày 11 tháng 3 năm 2022.
80. 1 2  Burns, John F. (ngày 16 tháng 11 năm 1982). "Brezhnev Buried Amid Moscow Pomp". The New York Times. Quyển 132 số 45499. Bản gốc lưu trữ ngày 24 tháng 10 năm 2021.
81. ↑  Doder (1988), tr. 108.
82. 1 2  Blake (1982c), tr. 2.
83. ↑  Medvedev (1983), tr. 23-24.
84. ↑  "Didn't Drop Body of Brezhnev, Soviet Gravedigger Says". Los Angeles Times. United Press International. ngày 7 tháng 6 năm 1990. Bản gốc lưu trữ ngày 7 tháng 6 năm 2022.
85. 1 2  Igor Kirillov (ngày 15 tháng 11 năm 1982). Выпуск новостей Время- Похороны Брежнева - Иностранные сановники Торжественное возложение и прием в Георгиевском зале Кремля [Vremya Newscast: Brezhnev's funeral - Foreign Dignitaries Solemn laying ceremony and reception in the Georgievsky Hall of the Kremlin] (Elektronika VM-12) (Videotape). Время.  Sự kiện xảy ra vào lúc 29:05.
86. 1 2  Chernyaev (2006), tr. 66.
87. ↑  Brown (2022), tr. 122,382.
88. ↑  Gotlieb (2007), tr. 106.
89. ↑  Young (2017), tr. 110.
90. ↑  Wilson (1986), tr. 113.
91. ↑  "Transcript of President Reagan's News Conference on Foreign and Domestic Matters". The New York Times. Quyển 132 số 45495. ngày 12 tháng 11 năm 1982. Bản gốc lưu trữ ngày 12 tháng 11 năm 2021.
92. ↑  Vinocur, John (ngày 13 tháng 10 năm 1981). "German Conservative Pays Call on Friends in U.S." The New York Times. Quyển 131 số 45100. Bản gốc lưu trữ ngày 24 tháng 5 năm 2015.
93. ↑  "Daily Diary of President Ronald Reagan: Monday, November 15, 1982" (PDF). Ronald Reagan Presidential Foundation and Library. Bản gốc (PDF) lưu trữ ngày 5 tháng 6 năm 2022. Truy cập ngày 17 tháng 7 năm 2022.
94. ↑  "Bush to Interrupt Tour Of Africa for Funeral". The New York Times. Quyển 132 số 45496. ngày 13 tháng 11 năm 1982. Bản gốc lưu trữ ngày 13 tháng 11 năm 2021.
95. ↑  Blake (1982b), tr. 4.
96. ↑  Merry (2010), tr. 121.
97. ↑  Gwertzman, Bernard (ngày 13 tháng 11 năm 1982). "U.S. Delegation To Seek Talks in Moscow". The New York Times. Quyển 132 số 45496.
98. ↑  Schmemann, Serge (ngày 15 tháng 11 năm 1982). "Bush and Shultz Voice Hope of Gain in Ties with Soviet". The New York Times. Quyển 132 số 45498. Bản gốc lưu trữ ngày 15 tháng 11 năm 2021.
99. ↑  Merry (2010), tr. 122.
100. ↑  Kengor (2000), tr. 148-149.
101. ↑  Wilson (2016), tr. 785.
102. ↑  Wilson (2016), tr. 786.
103. ↑  Wilson (2016), tr. 788.
104. ↑  Wilson (2016), tr. 788,795.
105. ↑  Wilson (2016), tr. 791.
106. ↑  Wilson (2016), tr. 793.
107. ↑  Schmemann, Serge (ngày 16 tháng 11 năm 1982). "Bush Meets with Andropov in Brief, 'Substantive' Talks". The New York Times. Quyển 132 số 45499. Bản gốc lưu trữ ngày 16 tháng 11 năm 2021.
108. ↑  Wilson (2016), tr. 794-795.
109. ↑  Wilson (2016), tr. 794.
110. ↑  Reagan, Ronald. "White House Diaries Entry: Tuesday, November 16, 1982". Ronald Reagan Presidential Foundation and Library.
111. ↑  Blake (1982b), tr. 5.
112. ↑  Blake (1982c), tr. 3.
113. ↑  Sina (2014).

### Sách và tạp chí học thuật
- Artizov, Andrey N. [bằng tiếng Nga], biên tập (2007). Никита Хрущев 1964: Стенограммы Пленума ЦК КПСС и Другие Документы [Nikita Khrushchev 1964: Bản ghi chép Hội nghị toàn thể Ban Chấp hành Trung ương Đảng Cộng sản Liên Xô và các tài liệu khác]. Moskva: Meždunarodnyj fond "Demokratija" (Quỹ quốc tế "Dân chủ"), Materik. ISBN 978-5-85646-173-1. OCLC 872163601.
- Bacon, Edwin; Sandle, Mark (2002). Brezhnev Reconsidered. Palgrave Macmillan. ISBN 978-0333794630.
- Chazov, Evgeny I. [bằng tiếng Nga] (2016). Здоровье и власть: воспоминания кремлевского врача [Sức khỏe và quyền lực: Ký ức về một bác sĩ Điện Kremlin]. Moskva: Центрполиграф (Tsyentrpoligraf). ISBN 978-5-227-05794-5. OCLC 952184379.
- Garthoff, Raymond L. (1994). The Great Transition: American-Soviet Relations and the End of the Cold War. Brookings Institution Press. ISBN 978-0815730606.
- Gorbachyov, Mikhail S. (1995). Жизнь и реформы [Sự sống và cải cách]. Quyển 2. Moskva: Новости. ISBN 978-5-7020-0953-7. OCLC 36023550.
- Karpov, Vladimir (2000). "Вечерние беседы с Викторией Брежневой" [Trò chuyện buổi tối với Viktoria Brezhneva]. Расстрелянные маршалы [Những cảnh sát bị bắn]. Moskva: Вече (Veche). ISBN 978-5-7838-0526-4. OCLC 44649019.
- Kevorkov, Vjac̆eslav (1995). Der geheime Kanal: Moskau, der KGB und die Bonner Ostpolitik [Kênh liên lạc bí mật: Moskva, KGB và Ostpolitik của Bonn]. Rowohlt. ISBN 978-3-87134-224-0. OCLC 35789523.
- Medvedev, Vladimir T. [bằng tiếng Nga] (2010). Человек за спиной [Người đứng đằng sau] (ấn bản thứ 2). Moskva: УП Принт (UP Print). ISBN 978-5-91487-010-9. OCLC 714329786.
- Medvedev, Zhores A. (1983). Andropov. New York: Norton. ISBN 0-393-01791-5. OCLC 1222889441.
- Mitrokhin, Nikolay; Polowy, Teresa (2009). "'Strange People' in the Politburo: Institutional Problems and the Human Factor in the Economic Collapse of the Soviet Empire". Kritika: Explorations in Russian and Eurasian History. Quyển 10 số 4. doi:10.1353/kri.0.0120. S2CID 159880095.
- Mlechin, Leonid M. [bằng tiếng Anh] (2011). Брежнев [Brezhnev]. Жизнь замечательных людей [Cuộc sống của những con người tuyệt vời]. Moskva: Молодая гвардия (Molodaya Gvardiya). ISBN 978-5-235-03432-7. OCLC 799895105.
- Seale, Patrick (1990). Asad of Syria: The Struggle for the Middle East. University of California Press. ISBN 978-1850430612.
- Raleigh, Donald J. (2016). "Soviet Man of Peace: Leonid Il'ich Brezhnev and His Diaries". Kritika: Explorations in Russian and Eurasian History. Quyển 17 số 4. doi:10.1353/kri.2016.0051. S2CID 157183233.
- Schattenberg, Susanne [bằng tiếng Đức] (2022). Brezhnev: The Making of A Statesman. John Heath biên dịch. I.B. Tauris, Bloomsbury PLC. doi:10.7788/9783412509934. ISBN 978-1-83860-638-1. OCLC 1227916961. S2CID 186937428.
- Schmidt-Häuer, Christian (1986). Gorbachev: The Path to Power. I.B.Tauris. ISBN 978-0881622157.
- Service, Robert (2009). History of Modern Russia: From Tsarism to the Twenty-first Century (ấn bản thứ 3). Penguin Books Ltd. ISBN 978-0674034938.
- Steele, Jonathan (1983). Soviet Power: The Kremlin's Foreign Policy - Brezhnev to Andropov. Simon and Schuster. ISBN 978-0-671-49209-0. OCLC 489788029.
- Sukhodrev, Viktor M. [bằng tiếng Anh] (2008). Язык мой-друг мой: от Хрущева до Горбачева [Ngôn ngữ của tôi là bạn của tôi: từ Khrushchyov đến Gorbachyov]. Moskva: Тончу. ISBN 978-5-91215-010-4. OCLC 244952560.
- Vasilieva, Larissa Nikolaevna (1994). Kremlin Wives. Arcade Publishing. ISBN 978-1559702607.
- White, Stephen (2000). Russia's New Politics: The Management of a Postcommunist Society. Cambridge University Press. ASIN B003QI0DQE.
- Wilson, Boyd H. (1986). "Vinoba Bhave's Talks on the Gita". Trong Minor, Robert Neil (biên tập). Modern Indian Interpreters of the Bhagavadgita. State University of New York Press. ISBN 978-0-88706-297-1. OCLC 751652796.
- Young, Huguette (2017). Justin Trudeau: The Natural Heir. Toronto: CNIB. ISBN 978-1-5252-6284-5. OCLC 1012508783.
- Doder, Dusko (1988). Shadows and Whispers: Power Politics Inside the Kremlin from Brezhnev to Gorbachev. Penguin Books. ISBN 978-0-14-010526-1. OCLC 15791133.
- Solovyov, Vladimir; Klepikova, Elena (1986). Behind the High Kremlin Walls. Dodd, Mead & Co. ISBN 978-0-396-08710-6. OCLC 869170782.
- Kolesnichenko, Aleksandr (2010). "Как попасть в историю и анекдот. леонид ильич был одним из самых рисковых совецих вождей" [Làm thế nào để đi vào lịch sử và giai thoại. Leonid Ilyich Brezhnev là một trong những nhà lãnh đạo Liên Xô mạo hiểm nhất]. Аргументы и факты (Lập luận và sự thật). Quyển 26 số 21. Bản gốc lưu trữ ngày 19 tháng 11 năm 2021 – qua the Tổng cục An ninh Liên bang Nga.
- Chernyaev, Anatoly [bằng tiếng Anh] (2010). Совместный исход: Дневник двух эпох 1972-1991 [Rời đi cùng nhau: nhật ký của hai kỷ nguyên, 1972-1991]. Moskva: РОССПЭН (ROSSPEN). ISBN 9785824310252. OCLC 294760583.
- Chernyaev, Anatoly [bằng tiếng Anh] (2006). The Diary of Anatoly S. Chernyaev – 1982 (PDF). Anna Melyakova biên dịch. National Security Archive. OCLC 144513966.

### Báo chí
- Altman, Lawrence K. (ngày 13 tháng 11 năm 1982). "4 Serious Ailments Plagued Brezhnev". The New York Times. Quyển 132 số 45496. Bản gốc lưu trữ ngày 11 tháng 6 năm 2021.{{Chú thích báo}}:  Quản lý CS1: ref trùng mặc định (liên kết)
- "1982: Brezhnev rumours sweep Moscow". BBC News. ngày 10 tháng 11 năm 1982. Truy cập ngày 11 tháng 6 năm 2021.
- Blake, Patricia (ngày 22 tháng 11 năm 1982). "The Soviets: A Mix of Caution and Opportunism". TIME. Truy cập ngày 11 tháng 6 năm 2021.
- Blake, Patricia (ngày 22 tháng 11 năm 1982). "The Soviets: Changing the Guard". TIME. Truy cập ngày 11 tháng 6 năm 2021.
- Blake, Patricia (ngày 29 tháng 11 năm 1982). "Soviet Union: The Andropov Era Begins". TIME. Truy cập ngày 11 tháng 6 năm 2021.
- Burns, John F. (ngày 22 tháng 2 năm 1982). "Kremlin's Next Occupant: Guessing Game Revives". The New York Times. Quyển 131 số 45232. tr. A2. Bản gốc lưu trữ ngày 8 tháng 11 năm 2021.
- Burns, John F. (ngày 6 tháng 3 năm 1982). "After Suslov's Death, A String of Soviet Surprises". The New York Times. Quyển 131 số 45244. Bản gốc lưu trữ ngày 3 tháng 3 năm 2022.
- Burns, John F. (ngày 4 tháng 4 năm 1982). "Soviet Leaders Clinic Remains Under Close Guard". The New York Times. Quyển 131 số 45273. Bản gốc lưu trữ ngày 4 tháng 4 năm 2022.
- Burns, John F. (ngày 18 tháng 4 năm 1982). "Brezhnev Offers Talk with Reagan in Europe in Fall". The New York Times. Quyển 131 số 45287. Bản gốc lưu trữ ngày 18 tháng 5 năm 2022.
- Burns, John F. (ngày 2 tháng 5 năm 1982). "A Frail Brezhnev at May Day Parade". The New York Times. Quyển 131 số 45301. Bản gốc lưu trữ ngày 2 tháng 5 năm 2022.
- Burns, John F. (ngày 8 tháng 11 năm 1982). "Brezhnev Renews Call for Detente But Warns West". The New York Times. Quyển 132 số 45491. Bản gốc lưu trữ ngày 8 tháng 11 năm 2021.
- Burns, John F. (ngày 16 tháng 11 năm 1982). "Brezhnev Buried In Moscow Pomp". The New York Times. Truy cập ngày 11 tháng 6 năm 2021.
- Doder, Dusko (ngày 2 tháng 4 năm 1982). "Brezhnev Reported to Be Seriously Ill". Washington Post. Bản gốc lưu trữ ngày 8 tháng 11 năm 2021.
- Doder, Dusko (ngày 12 tháng 11 năm 1982). "Kremlin Debates Brezhnev's Successor". The Washington Post. Truy cập ngày 11 tháng 6 năm 2021.
- Doder, Dusko (ngày 16 tháng 11 năm 1982). "Brezhnev Buried Next to Stalin in Moscow Rites". The Washington Post. Truy cập ngày 11 tháng 6 năm 2021.
- Krebs, Albin (ngày 15 tháng 5 năm 1990). "Andrei P. Kirilenko Dead at 84; A Brezhnev Ally in the Politburo". The New York Times. Quyển 139 số 48236. tr. B6. Bản gốc lưu trữ ngày 15 tháng 5 năm 2022.{{Chú thích báo}}:  Quản lý CS1: ref trùng mặc định (liên kết)
- Mạng tin tức Đảng Cộng sản Trung Quốc (ngày 4 tháng 3 năm 2014). 邓小平如何利用葬礼外交改善中苏关系 [Đặng Tiểu Bình đã sử dụng ngoại giao tang lễ để cải thiện mối quan hệ Trung-Xô như thế nào?]. Sina. Truy cập ngày 11 tháng 6 năm 2021.
- Schmemann, Serge (ngày 6 tháng 4 năm 1982). "Soviet Foreign Ministry Now Says Brezhnev is on a Winter Vacation". The New York Times. Quyển 131 số 45275. Bản gốc lưu trữ ngày 6 tháng 4 năm 2022.
- Schmemann, Serge (ngày 23 tháng 4 năm 1982). "Brezhnev At Rally, Scotching 4 Weeks of Mystery and Rumor". The New York Times. Quyển 131 số 45292. Bản gốc lưu trữ ngày 23 tháng 4 năm 2022.
- Schmemann, Serge (ngày 27 tháng 5 năm 1982). "KGB Chief Quits for Higher Duties". The New York Times. Quyển 131 số 45326. Bản gốc lưu trữ ngày 27 tháng 5 năm 2022.
- Smith, Hedrick (ngày 6 tháng 4 năm 1982). "Reagan Proposes Brezhnev Join Him at the U.N. in June". The New York Times. Quyển 131 số 45275. Bản gốc lưu trữ ngày 6 tháng 4 năm 2022.
- Smith, Hedrick (ngày 11 tháng 11 năm 1982). "U.S. Foresees No Early Policy Shifts". The New York Times. Quyển 132 số 45494. tr. D21.
- * Sudakov, Dmitry (ngày 7 tháng 9 năm 2009). "Most Pompous Funeral Ceremonies of All Times Were Held in Soviet Union". Pravda. Truy cập ngày 11 tháng 6 năm 2021.
- "Finn Ends Moscow Visit". The New York Times. Quyển 131 số 45249. ngày 11 tháng 3 năm 1982. tr. A7. Bản gốc lưu trữ ngày 11 tháng 3 năm 2022.
- "Brezhnev Said to Leave Clinic in Moscow". The New York Times. Quyển 131 số 45274. ngày 5 tháng 4 năm 1982. Bản gốc lưu trữ ngày 5 tháng 4 năm 2022.
- "Brezhnev Replies On Nuclear Arms". The New York Times. Quyển 131 số 45322. ngày 23 tháng 5 năm 1982. Bản gốc lưu trữ ngày 23 tháng 5 năm 2022.
- "Polish Leader Visits Brezhnev in Crimea". The New York Times. Quyển 131 số 45408. ngày 17 tháng 8 năm 1982.
- "Soviet Officials Hint Brezhnev May Retire". The New York Times. Quyển 131 số 45427. ngày 5 tháng 9 năm 1982.
- "Support for the P.L.O. Affirmed by Brezhnev". The New York Times. Quyển 131 số 45437. ngày 15 tháng 9 năm 1982.
- "Soviet Offers a 6-Point Plan for Peace in the Middle East". The New York Times. Quyển 131 số 45438. ngày 16 tháng 9 năm 1982.
- "Mrs. Gandhi Finishes Talks with Brezhnev". The New York Times. Quyển 132 số 45444. ngày 22 tháng 9 năm 1982.
- "When Will Brezhnev Meet His Maker?". The Washington Post. ngày 11 tháng 4 năm 1982. Truy cập ngày 11 tháng 6 năm 2021.
- "Soviet Leader Brezhnev Is Dead at 75". The Washington Post. ngày 11 tháng 11 năm 1982. Truy cập ngày 11 tháng 6 năm 2021.
- "Soviet Union, Lion in Winter: Rumors of Brezhnev's Decline". Time. Quyển 119 số 15. ngày 12 tháng 4 năm 1982. tr. 40. ISSN 0040-781X.
- Weisman, Steven R. (ngày 12 tháng 11 năm 1982). "Brezhnev Dead at 75; No Successor Named; Reagan Pledges an Effort to Improve Ties". The New York Times. Quyển 132 số 45495. tr. A12. Bản gốc lưu trữ ngày 2 tháng 10 năm 2021.{{Chú thích báo}}:  Quản lý CS1: ref trùng mặc định (liên kết)

### Khác
- "Information about the Visit of Indira Gandhi to the USSR" (30 September 1982) [Memorandum of Conversation]. Cold War International History Project, File: SAPMO-BArch, DY 30, No. 13941, TsK-Abteilung Internationale Beziehungen der Sozialistische Einheitspartei Deutschlands (German Federal Archives). Wilson Center.
- Kosarev, Mikhail (2002). "К 75 годам Леонид Ильич совсем расслабильсяь: Интервью с Михаилом Косаревм, лечащим врачом Л. Брежнева" [Phỏng vấn Mikhail Kosarev, bác sĩ chăm sóc của L. Brezhnev]. Коммерсантъ-Власть (Kommersant-Vlast) (Phỏng vấn). Phỏng vấn viên Korobov, Pavel. Bản gốc lưu trữ ngày 20 tháng 11 năm 2021.
- "Norman Bailey Files (National Security Council) RAC Box 3: Soviet Policy (May 1982–June 1982), Soviet Trends April 1982 — Chronology April 1-30, 1982" (PDF). Ronald Reagan Presidential Library. ngày 27 tháng 5 năm 1982. tr. 17.
- Wilson, James G., biên tập (2016). Soviet Union, January 1981–January 1983 (PDF). Foreign Relations of the United States 1981–1988 (Báo cáo). Quyển III. Washington: Government Printing Office.